# Eurydice piperata
Eurydice piperata là một loài chân đều trong họ Cirolanidae. Loài này được Menzies & Frankenberg miêu tả khoa học năm 1966.